# Bexhill-on-Sea
50°51′N 0°28′Ø / 50.850°N 0.467°Ø
Bexhill-on-Sea, som oftest kun kaldt for Bexhill, er en by og et badested i amtet East Sussex i det sydlige England i distriktet Rother. Byen har en befolkning på omkring 40.000 mennesker. Rother Swim Academy ligger her. Byens oprindelige angelsaksiske navn var Bexelei, fra leah, en skov/skovlysning hvor der voksede buksbomtræer (Buxus). 

## Eksterne kilser og henvisninger
1. ↑   Whynne-Hammond, Charles (2007): English Place-Names Explained. Countryside Books. Side. 228. ISBN 978-1-85306-911-6.